# Tempelhaar

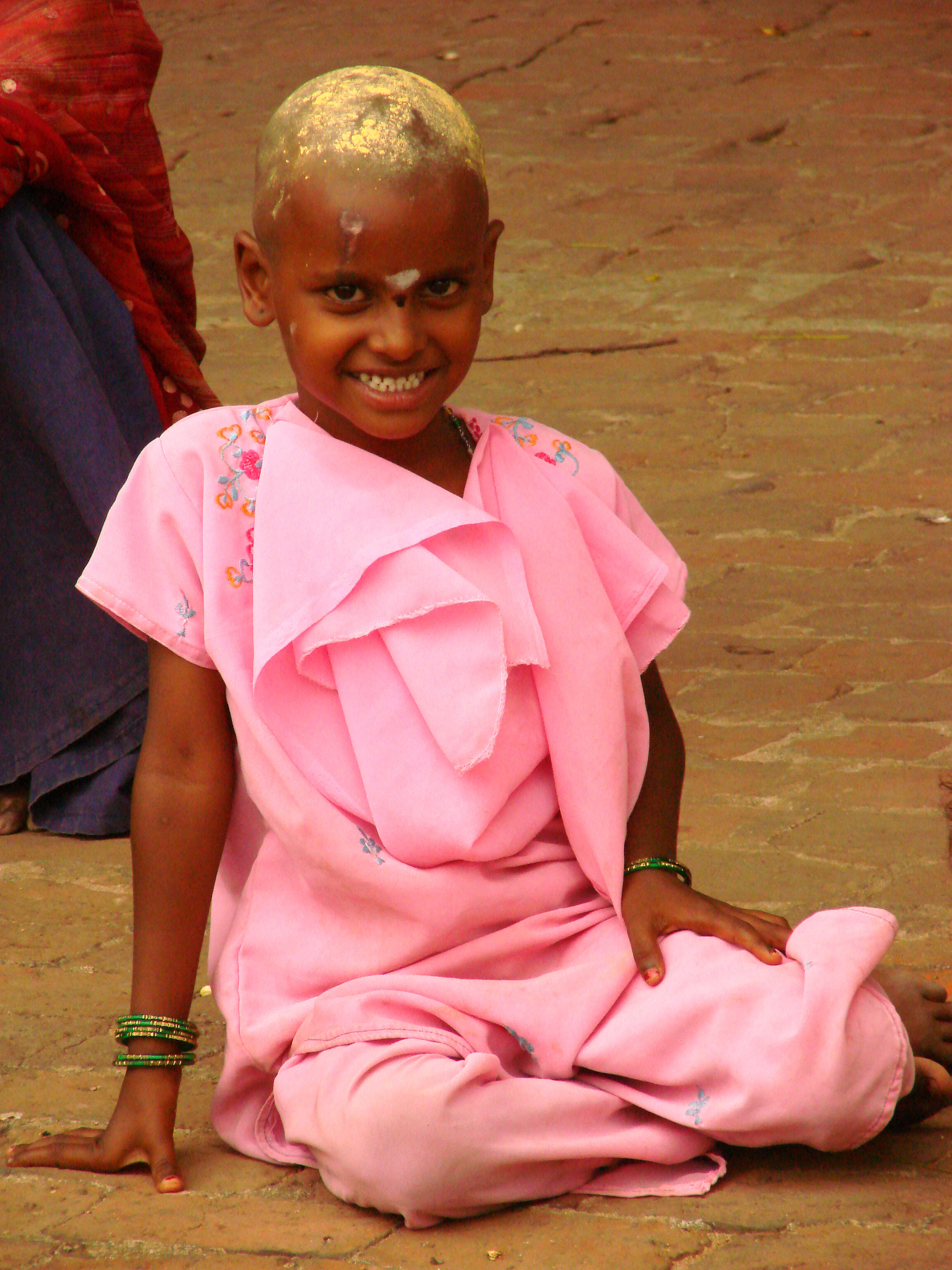
Junges Mädchen mit frisch geschorenem Kopf, Thanjavur

Als Tempelhaar wird das Haar bezeichnet, das vorwiegend in indischen Tempeln von Gläubigen bei der Opferung anfällt.
Unter Hindi-Pilgern ist es üblich, nach einem Gelübde oder bei einem neuen Lebensabschnitt ihre Haare zu opfern. Die Pilger lösen damit ein Gelübde ein oder erbitten mit einem neuen Gelübde den Segen einer Gottheit. Dies geschieht an Wallfahrtsorten in einer Massenabfertigung, die für die Pilger oft mit langen Warterzeiten verbunden ist, bis sie von den Friseuren auf provisorischen Hockern rasiert werden. Meist wird das Haar als Zopf abgeschnitten.
An großen Pilgerorten wie Tirumala Tirupati (19 Millionen Besucher jährlich) oder Palani (4 Millionen Besucher jährlich) fallen so erhebliche Mengen an Haar an. Das Tempelhaar wird direkt im Tempel nach Längen und Farben sortiert und für den Verkauf vorbereitet. Besonders das in Zöpfen abgeschnittene Frauenhaar ist für die Weiterverarbeitung begehrt, weil damit eine hohe Qualität bei einer Haarverlängerung erzielt werden kann. Der Verkauf ist eine bedeutende Einnahmequelle für die Tempel, so machte die Stiftung des Tempels in Tirumala Tirupati 2007 einen Jahresumsatz von 250 Millionen Euro.